# ريسوت
ريسوت هي منطقة في سلطنة عمان تقع إلى الغرب من صلالة تبعد عنها حوالي 10 كيلومتر، وسكانها يتبعون إداريًا نيابة طيطام، وتعتبر ريسوت الواجهة البحرية في محافظة ظفار، وبها يقع ميناء صلالة الدولي، ويعبرها الطريق الرابط بين ولايات جبل القمر ولاية رخيوت وولاية ضلكوت، وولاية صلالة.

## المناخ
يظهر الجدول التالي التغييرات المناخية على مدار السنة لريسوت:
| البيانات المناخية لـريسوت                                                      | البيانات المناخية لـريسوت | البيانات المناخية لـريسوت | البيانات المناخية لـريسوت | البيانات المناخية لـريسوت | البيانات المناخية لـريسوت | البيانات المناخية لـريسوت | البيانات المناخية لـريسوت | البيانات المناخية لـريسوت | البيانات المناخية لـريسوت | البيانات المناخية لـريسوت | البيانات المناخية لـريسوت | البيانات المناخية لـريسوت | البيانات المناخية لـريسوت |
| الشهر                                                                          | يناير                     | فبراير                    | مارس                      | أبريل                     | مايو                      | يونيو                     | يوليو                     | أغسطس                     | سبتمبر                    | أكتوبر                    | نوفمبر                    | ديسمبر                    | المعدل السنوي             |
| ------------------------------------------------------------------------------ | ------------------------- | ------------------------- | ------------------------- | ------------------------- | ------------------------- | ------------------------- | ------------------------- | ------------------------- | ------------------------- | ------------------------- | ------------------------- | ------------------------- | ------------------------- |
| متوسط درجة الحرارة الكبرى °م (°ف)                                              | 26.9 (80.4)               | 27.4 (81.3)               | 29.0 (84.2)               | 30.0 (86.0)               | 31.1 (88.0)               | 30.1 (86.2)               | 26.8 (80.2)               | 26.5 (79.7)               | 27.5 (81.5)               | 29.5 (85.1)               | 30.0 (86.0)               | 28.4 (83.1)               | 28.6 (83.5)               |
| متوسط درجة الحرارة الصغرى °م (°ف)                                              | 19.9 (67.8)               | 20.5 (68.9)               | 21.9 (71.4)               | 24.8 (76.6)               | 26.8 (80.2)               | 26.8 (80.2)               | 23.9 (75.0)               | 23.1 (73.6)               | 23.8 (74.8)               | 22.9 (73.2)               | 22.6 (72.7)               | 21.5 (70.7)               | 23.2 (73.8)               |
| الهطول مم (إنش)                                                                | 1.1 (0.04)                | 0.1 (0.00)                | 5.8 (0.23)                | 2.1 (0.08)                | 12.9 (0.51)               | 4.8 (0.19)                | 24.3 (0.96)               | 21.9 (0.86)               | 16.6 (0.65)               | 6.4 (0.25)                | 1.9 (0.07)                | 1.5 (0.06)                | 99.4 (3.91)               |
| المصدر: World Meteorological Organization (temperature and rainfall 1991–2009) |                           |                           |                           |                           |                           |                           |                           |                           |                           |                           |                           |                           |                           |

## أهم المواقع بريسوت
- شاطئ ريسوت، هو أحد أجمل شواطئ سلطنة عمان، يقع إلى الغرب من صلالة وإلى الشمال من ميناء صلالة، شاطئ مميز برماله الفضية، وهو موقع ممتاز لممارسة الرياضات البحرية.
- منابت اللبان، تعتبر مناطق ريسوت من أجود منابت أشجار اللبان في ظفار، وبها مناطق مخصصة لممارسة الرماية.
- المنطقة الصناعية بريسوت، افتتحت في نوفمبر 1992، تحتل المنطقة مساحة أكثر من 2.6 مليون متر مربع. تبعد حوالي 4 كم من ميناء صلالة الاستراتيجي، وهو الميناء الوحيد الذي يربط بين أوروبا وسنغافورة، والذي باستطاعته استيعاب سفن من الفئة (s) وهي أكبر سفن حاويات في العالم، والميناء يسهٌل عملية الوصول أيضا إلى موانئ دول الخليج، والبحر الأحمر والمحيط الهندي والساحل الشرقي لإفريقيا. تحتوي المنطقة على كافة خدمات البنية الأساسية اللازمة للاستثمار، وتضم مصانع تعمل في مجال إنتاج القرطاسيات، والملفات، والثلج، وتعليب الأسماك، والدجاج المجمد، والأنابيب البلاستيكية، وتصنيع الحديد الصلب، واللوازم الطبية، والسخانات التي تعمل بالطاقة الشمسية، والدقيق، والأسمدة والزيوت النباتية.